# Asbestopluma occidentalis
Asbestopluma occidentalis är en svampdjursart som först beskrevs av Lawrence Morris Lambe 1893.  Asbestopluma occidentalis ingår i släktet Asbestopluma och familjen Cladorhizidae. Inga underarter finns listade i Catalogue of Life.